# 佐川眞人
佐川 眞人（さがわ まさと、1943年8月3日 - ）は、日本の研究者・実業家。ネオジム磁石の発明者として知られている。NDFEB株式会社代表取締役社長。インターメタリックス株式会社初代代表取締役社長。大同特殊鋼顧問。東北大学特別招聘プロフェッサー。大同大学特別客員教授。眞は真の旧字であるため「佐川真人」と書かれることもある。 徳島県徳島市出身。

## 略歴
尼崎市立尼崎高等学校を経て、1966年神戸大学工学部電気工学科卒業、1968年神戸大学大学院修了、電気工学の分野で修士の学位、1972年東北大学大学院にて金属材料工学を研究し工学博士の学位を取得。博士論文が『金属表面皮膜のエピタクシャル歪に関する研究 』であるように、もともとは磁石を研究していたわけではなかったが、1972年富士通に入社し磁性材料の研究を命じられる。研究を重ねる中で従来の「強い磁石はコバルトを主成分にしないとできないという常識」に疑問を持ち、鉄とレアアースの組み合わせでの磁石開発に取り組む。ネオジム磁石のアイデアを見出し研究中の1982年に富士通を退社、住友特殊金属（現、プロテリアル）に移籍し1982年5月ネオジム磁石を作り上げた。1988年住友特殊金属を退社し永久磁石に関する研究開発を専門にするインターメタリックス株式会社を設立し代表取締役社長。2012年から2017年まで同社最高技術顧問。2013年NDFEB株式会社を設立し代表取締役。2016年大同特殊鋼株式会社顧問に就任。2019年には東北大学より東北大学特別招聘プロフェッサーの称号を授与される。2023年電磁材料研究所評議員（兼任）。2024年9月24日付で大同大学特別客員教授に就任。

## ネオジム磁石の開発
佐川が富士通時代に磁石の研究に取り組んでいたときには、鉄が主成分の磁石では強い磁石は作れず、強い磁石はコバルトを主成分としたものであることが常識とされていた。しかしコバルトは希少で高価であり、資源も偏っていた。そこで佐川は鉄とレアアースの組み合わせで強い磁石を作ることができれば安く安定した磁石が提供できるものと考えた。鉄を主成分にした磁石が強い磁性を持つことができないのは鉄の原子と原子の距離が近すぎるためと知った佐川は「ならばホウ素など原子半径の小さい元素を加えれば、鉄の原子間距離を広げられるのではないか」と考え、この考えをもとに試行錯誤のすえネオジム磁石を完成させた。
佐川が発明したネオジム磁石はネオジム、鉄、ホウ素を主成分とするが温度が上がると保磁力が落ちるため、その欠点をカバーする目的でジスプロシウムを添加する。しかしジスプロシウムは資源が中国に偏り、また磁石のエネルギーを相殺する作用がある。佐川は自分が設立したインターメタリックス株式会社やNDFEB株式会社においてジスプロシウム無しでも高温に耐え、コストも低減なネオジム磁石の開発に取り組んでいる。

## 受賞
- 1984年 - 大阪科学賞[11]
- 1985年 - 科学技術長官賞[11]
- 1986年 - ジェームス・C・マックグラディ新材料賞[11]
- 1990年 - 朝日賞[11]
- 1991年 - 日本応用磁気学会　学会賞[11]
- 1993年 - 大河内記念賞[11]
- 2003年 - 本多記念賞[11]
- 2006年 - 加藤記念賞[11]
- 2012年 - 日本国際賞[11]
- 2016年 - 永守賞特別賞[12]
- 2018年 - 物質・材料研究機構よりNIMS Award 2018[12]
- 2022年 - IEEE環境・安全技術メダル[13]
- 2022年 - クイーンエリザベス工学賞[14]
- 2023年 - 本田賞[15]
- 2024年 - 国際純粋・応用物理学連合より磁気学賞ネール・メダル(de)
- 2024年 - 欧州発明家賞 非欧州部門[1]
- 2024年 - 中日文化賞[16]

## 主要論文
- M. Sagawa, S. Fujimura, N. Togawa, H. Yamamoto and Y. Matsuura, "New Material for Permanent Magnets on a Base of Nd and Fe", J.Appl.Phys.55, pp.2083-2087, 1984.
- M. Sagawa, S. Fujimura, H. Yamamoto and Y. Matsuura and K. Hiraga, "Permanent Magnet Materials Based on the Rare-Earth-Iron-Boron Tetragonal Compounds", IEEE Trans.Magn.MAG-20, pp.1584-1589, 1984.
- M. Sagawa, S. Hirosawa, Y. Otani, H. Miyajima and S. Chikazumi, "Temperature Dependence of the Coercivity of Sintered R17Fe83-xBx Magnets(R=Pr, Nd)", J. Magn. Magn. Mat.70, pp.316-318, 1987.
- M. Sagawa, S. Hirosawa, K. Tokuhara, H. Yamamoto and S. Fujimura, "Dependence of Coercivity on the Anisotropy Field in the Nd-Fe-B type Sintered Magnets", J. Appl. Phys.61, pp.3559-3561, 1987.
- M. Sagawa, P. Tenaud, F. Vial and K. Hiraga, "High Coercivity Nd-Fe-B Sintered Magnet Containing Vanadium with New Microstructure", IEEE Trans. Magn. 26, pp.1957-1959, 1990.[11]

## 著書/監修

### 書籍
- 佐川眞人, 浜野正昭, 平林眞 編『永久磁石 : 材料科学と応用』2007年、アグネ技術センター、ISBN 978-4-901496-38-4
- 佐川眞人 監修『ネオジム磁石のすべて : レアアースで地球を守ろう』2011年、アグネ技術センター、ISBN 978-4-901496-58-2
- 佐川眞人, 浜野正昭 編著『図解希土類磁石』2012年、日刊工業新聞社、ISBN 978-4-526-06911-6
- 豊橋技術科学大学編集、佐川眞人 他 述『理工系のための明日への教科書 : 時代を担うトップからのメッセージ  』2012年、講談社、ISBN 978-4-06-217563-0
- 中村修二,佐川眞人『最強エンジニアの仕事術 』 実務教育出版、2016年、ISBN 978-4-788911-95-6

### 記事
- 佐川眞人「磁気研究よもやま話 ネオジム磁石の発明 : なぜ世界一になれたのか」『まぐね』10巻3号、日本応用磁気学会、2015年
- 佐川眞人「永久磁石材料の高性能化を極める」『学術の動向』19巻12号、日本学術協力財団、2014年12月
- 佐川眞人「永久磁石の発展と日本の役割」『公益社団法人 日本磁気学会 第178回研究会資料 磁気の歴史と新展開』社団法人日本磁気学会研究会資料、2011年5月

他　多数